# 荒井華奈
荒井 華奈（あらい かな、1993年7月5日 - ）は、埼玉県出身の女性モデル・レースクイーン、グラビアアイドル。愛称は、あーちゃん・あらかな。
スタイルコーポレーション所属。以前はoffice aiに所属していた。

## 略歴
- 高校2年の時、事務所に写真を送ったのをきっかけにモデルの仕事を始め[3]、2011年にレースクイーンデビュー。[4]。
- 2014年12月22日、公式ブログにて2015年1月31日に「last撮影会」を行う事を発表。事務所の所属リストからは2017年には消えている。引退するかどうかは断言していない[5]。

## 人物
- 資格として、簿記検定3級、情報処理検定2級、電卓検定2級、英語検定3級を持っている[6]。
- 趣味はストレッチ
- 特技は絵
- 好きな色はピンク。

## 作品

### 映像作品
- White Queen（2011年12月24日、オルスタックピクチャーズ） - EAN 4580363341140。
- more small（2012年4月27日、グラッソ） - EAN 4515778503333。
- どう・・・かな・・・？（2014年11月21日、イーネットフロンティア） - EAN 4571369483736。

## 出演

### レースクイーン
| 年度   | カテゴリー   | チーム名                                    | 他メンバー             |
| ------ | ------------ | ------------------------------------------- | ---------------------- |
| 2011年 | スーパー耐久 | ホンダカーズ東京with G/MOTION「Aile Girls」 | 相原麻美、北沢奈菜     |
| 2012年 | SUPER GT     | BOMEX & Verity JLOC GALS                    | 浅田ゆりえ、村西加奈恵 |
| 2014年 | SUPER GT     | モデリスタ カスタマイズクイーン             | 武田しのぶ             |

### ラウンドガール
- パンクラスラウンドガール

### 雑誌
- ギャルズパラダイス
- フリーペーパーAqua（表紙）

### ネット配信
- レースクイーン(RQ)グラビア＆ハイビジョンムービーサーキットの星